# Tugdamme
Tugdamme (também Dugdammi; em grego clássico: Lygdamis) foi um rei cimério do século VII a.C.
Tugdamme surge nas fontes históricas pela primeira vez por volta de 660 a.C.; seus primeiros ataques conhecidos teriam sido feitos contra as colônias gregas do litoral da Ásia Menor. Em 653 a.C. ele começou a atacar o poderoso Império Assírio, durante o reinado de Assurbanípal. Algumas inscrições assírias falam de Tugdamme como "Rei dos sacas e dos gútios", porém outras o chamam pelo título de Sar Kissati, literalmente "Rei de Quis", que significa "Rei do Mundo", sugerindo que Tugdamme detinha poder sobre uma grande extensão de terra. Tugdamme viria a ser derrotado por volta de 641-640 a.C., porém ainda não se sabe quem teria sido responsável por derrotá-lo e matá-lo. O historiador grego Estrabão sugere que Mádies, rei dos citas, teria morto Tugdamme e derrotado suas tropas. Assurbanípal afirma que o deus Marduque o teria derrotado, o que poderia sugerir que Tugdamme teria de fato sido morto por um elemento externo, e não pelos próprios assírios; este elemento poderia ter sido Mádies.
De acordo com o orientalista alemão Fritz Hommel, Tugdamme teria sido um ancestral de Sandakhshatra (que ele identificou com Ciaxares) e seu filho Istivegu (Astíages), implicando uma identificação de Tugdamme com Fraortes.